# Tachina spina
Tachina spina är en tvåvingeart som beskrevs av Chao 1987. Tachina spina ingår i släktet Tachina och familjen parasitflugor. Inga underarter finns listade i Catalogue of Life.